# Rupert Thaler
Rupert Thaler (* 3. September 1892 in Buchbach; † 11. Dezember 1966 in Eggenfelden) war ein deutscher Politiker der CSU.

## Leben und Beruf
Thaler erlernte den Beruf des Kaufmanns und war in diesem bei mehreren Firmen tätig, ehe er als Soldat in den Ersten Weltkrieg zog. Danach war er bei der Stadteinkauf München in gehobener Stellung beschäftigt. 1920 wechselte er zur Münchner Niederlassung der Wiener Malzfabrik Hauser & Sobotka, wo er zunächst als Prokurist und später als Geschäftsführer fungierte. Schließlich wurde er selbst Inhaber einer Getreidegroßhandlung sowie einer Malzfabrik. Nach 1933 wurde ihm sein Kontingent gekürzt sowie Facharbeiter für einen für die NSDAP eingestellten Betrieb abgeworben. 1944 wurde er ausgebombt, wodurch er seinen Wohnsitz nach Eggenfelden verlegte. Nach dem Krieg gehörte er dem Vorstand des Bayerischen Mälzerbundes an.

## Politik
Thaler gehörte in der Weimarer Republik keiner Partei an, stand jedoch der BVP nahe. 1945 war er Gründungsmitglied der CSU, für die er in den Stadtrat und Kreistag von Eggenfelden gewählt wurde. 1946 wurde er in die Verfassunggebende Landesversammlung berufen. Im selben Jahr erfolgte seine Wahl in den Bayerischen Landtag, dem er eine Wahlperiode lang bis 1950 angehörte.